# Világifjúsági és diáktalálkozó
A Világifjúsági és diáktalálkozó (röviden Világifjúsági találkozó, közismert betűszóval: VIT) a Demokratikus Ifjúsági Világszövetség által szervezett baloldali ifjúsági világtalálkozó. Először a II. világháború után, 1947-ben rendezték meg. A legnagyobb szabású VIT-re 1957-ben került sor Moszkvában, ahol ez alkalomból 131 ország 34 ezer fiatalja gyűlt össze. A hidegháború idején a rendezvény a „béketábor” fontos propagandaeszköze, ideológiai szócsöve volt.
A VIT alatt a birkózás sportágban kerülnek megrendezésre a Főiskolai Világbajnokságok.
A (2024-ig) legutóbbi VIT-et 2017-ben, Szocsiban rendezték.
Magyarország egyetlen alkalommal, 1949-ben adott otthont ennek az eseménynek.

## Kronológia
| #   | embléma | rendezés éve | rendezés helyszíne | résztvevők száma | résztvevő országok száma | jelmondatok |
| --- | ------- | ------------ | ------------------ | ---------------- | ------------------------ | --- |
| 1.  |         | 1947         | Prága              | 17 000           | 71                       | „Ifjúságunk nemzetközi összefogással a békét építi!”                                                                                         |
| 2.  |         | 1949         | Budapest           | 20 000           | 82                       | „Fiatalok, egyesüljetek! Előre a tartós békéért, a demokráciáért, a népek önrendelkezési jogáért és a szebb jövőért!”                        |
| 3.  |         | 1949 1951    | Kelet-Berlin       | 26 000           | 104                      | „A békéért és a barátságért, a nukleáris fegyverkezés ellen!”                                                                                |
| 4.  |         | 1953         | Bukarest           | 30 000           | 111                      | „A békéért és a barátságért!” |
| 5.  |         | 1955         | Varsó              | 30 000           | 114                      | „A békéért és a barátságért, az imperialista agresszió ellen!”                                                                               |
| 6.  |         | 1957         | Moszkva            | 34 000           | 131                      | „Béke és barátság!” |
| 7.  |         | 1959         | Bécs               | 18 000           | 112                      | „Előre a békéért, a békés egymás mellett élésért!”                                                                                           |
| 8.  |         | 1962         | Helsinki           | 18 000           | 137                      | „Békéért és barátságért!” |
| 9.  |         | 1968         | Szófia             | 20 000           | 138                      | „A szolidaritásért, a békéért és a barátságért!”                                                                                             |
| 10. |         | 1973         | Kelet-Berlin       | 25 600           | 140                      | „Az antiimperialista szolidaritásért, a békéért és a barátságért!”                                                                           |
| 11. |         | 1978         | Havanna            | 18 500           | 145                      | „Az antiimperialista szolidaritásért, a békéért és a barátságért!”                                                                           |
| 12. |         | 1985         | Moszkva            | 26 000           | 157                      | „Az antiimperialista szolidaritásért, a békéért és a barátságért!”                                                                           |
| 13. |         | 1989         | Phenjan            | 22 000           | 177                      | „Az antiimperialista szolidaritásért, a békéért és a barátságért!”                                                                           |
| 14. |         | 1997         | Havanna            | 12 325           | 136                      | „Az antiimperialista szolidaritásért, a békéért és a barátságért!”                                                                           |
| 15. |         | 2001         | Algír              | 6 500            | 110                      | „Globális küzdelem a békéért, a szolidaritásért és a fejlődésért, az imperializmus ellen!”                                                   |
| 16. |         | 2005         | Caracas            | 17 000           | 144                      | „A békéért és a szolidaritásért, a háborúk és az imperializmus ellen”                                                                        |
| 17. |         | 2010         | Pretoria           | 15 000           | 126                      | „Győzzük le az imperializmust a világbékéért, a szolidaritásért és a szociális átalakulásért!”                                               |
| 18. |         | 2013         | Quito              | 8 500            | 80                       | „Fiatalok, egyesüljetek az imperializmus ellen a világbékéért, a szolidaritásért és a szociális átalakulásért!”                              |
| 19. |         | 2017         | Szocsi             | 25 214           | 185                      | „Küzdünk az imperializmus ellen, a békéért, a szolidaritásért és a szociális igazságosságért ellen.” „Tiszteljük a múltat, építjük a jövőt!” |